# 児玉警察署
児玉警察署（こだまけいさつしょ）は、埼玉県本庄市児玉町にある、埼玉県警察が管轄する警察署の一つ。署長は警視。

## 駐在所
- 金屋駐在所 （本庄市児玉町金屋1005番地1）
- 本泉駐在所 （本庄市児玉町河内658番地3）
- 共和駐在所 （本庄市児玉町蛭川915番地6）
- 丹荘駐在所 （児玉郡神川町大字関口110番地1）
- 青柳駐在所 （児玉郡神川町大字二ノ宮79番地3）
- 渡瀬駐在所 （児玉郡神川町大字渡瀬863番地1）
- 東児玉駐在所 （児玉郡美里町大字下児玉1239番地の6）
- 大沢駐在所 （児玉郡美里町大字白石1195番地5）
- 神泉駐在所 （児玉郡神川町大字下阿久原917番地2）